# Gokayama
Gokayama (五箇山, lit. « la montagne aux cinq parties ») est un ancien village traditionnel du Japon dans la préfecture de Toyama, au sein de la ville de Nanto. Il est classé au patrimoine mondial de l'humanité pour son architecture rurale traditionnelle de type gasshō-zukuri. L'architecture des maisons, vieilles de plus de trois cents ans, a pu être préservée de la modernisation qu'a connue le reste du pays, de par la situation géographique du village, isolé sur le cours supérieur du fleuve Shō.

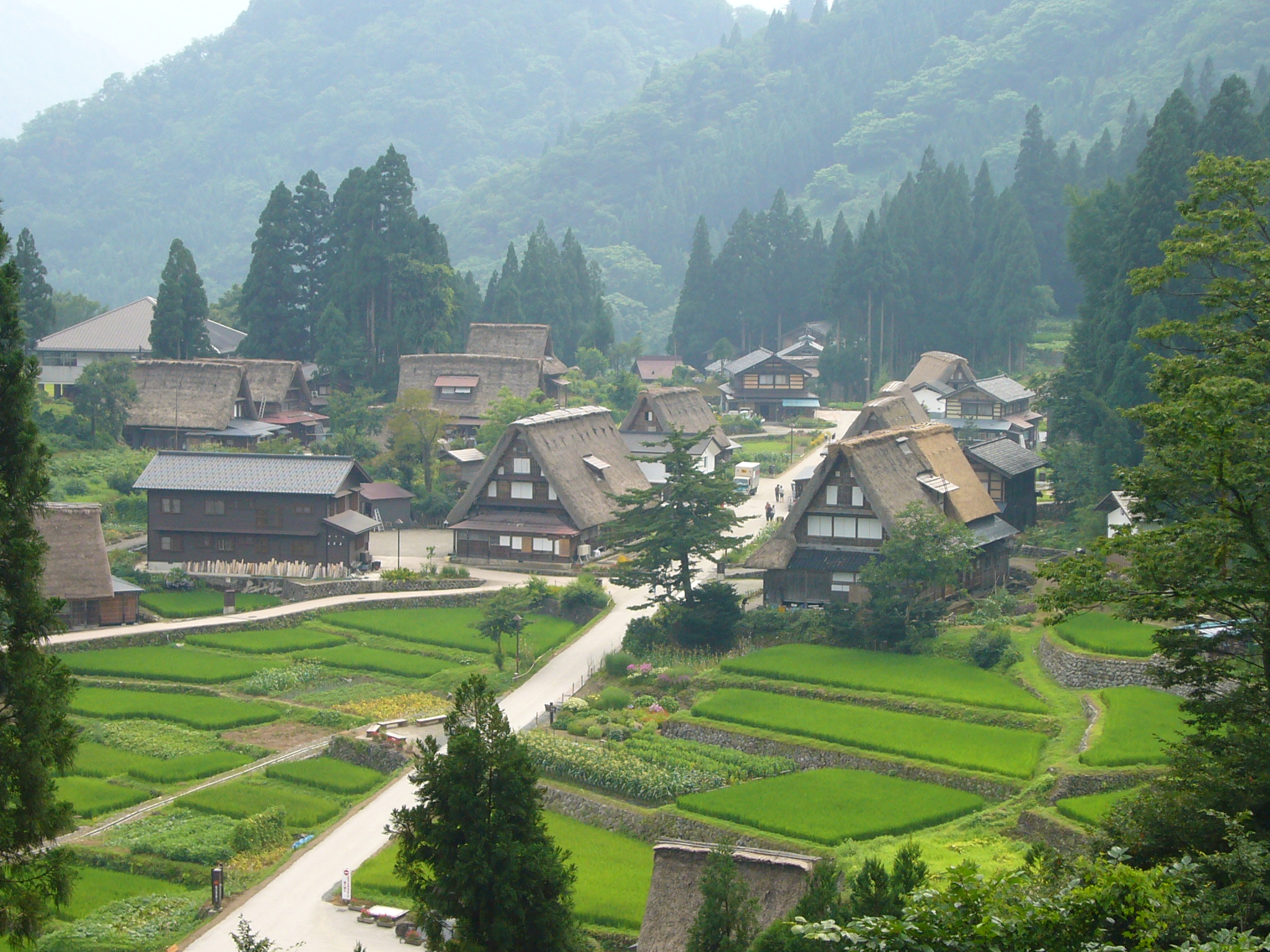
Le style de maison gasshō-zukuri à Gokayama.

La région de Gokayama est composée de trois différents villages : Taira, Kamitaira et Toga. Le village de Taira est situé à Ainokura Gassho et le village de Kamitaira à Suganuma Gassho.